# Neopilionidae
Neopiliodae – rodzina pajęczaków z rzędu kosarzy i podrzędu Eupnoi grupująca 15 gatunków. 

## Opis
Przedstawiciele tej rodziny mają ciało długości od 0,9 mm u Americovibone lancafrancoae do 4 mm u Enantiobuninae. Niektóre gatunki z Enantiobuninae posiadają niebieskie ubarwienie, co jest raczej niezwykłe u kosarzy.

## Występowanie
Kosarze te rozprzestrzenione są po terenie dawnej Gondwany. Występują w Australii, Ameryce Południowej i Afryce Południowej.

## Systematyka
Rodzina zawiera 15 gatunków z 8 rodzajów zgrupowane w trzech podrodzinach:
- Podrodzina Neopilioninae Lawrence, 1931
  - Neopilio Lawrence, 1931
    - Neopilio australis Lawrence, 1931
    - Neopilio inferi Lotz, 2011[3]

- Podrodzina: Ballarrinae Hunt & Cokendolpher, 1991
  - Rodzaj: Americovibone Hunt & Cokendolpher, 1991
    - Americovibone lanfrancoae Hunt & Cokendolpher, 1991

- - Rodzaj: Arrallaba Hunt & Cokendolpher, 1991
    - Arrallaba spheniscus Hunt & Cokendolpher, 1991

- - Rodzaj: Ballarra Hunt & Cokendolpher, 1991
    - Ballarra alpina Hunt & Cokendolpher, 1991
    - Ballarra cantrelli Hunt & Cokendolpher, 1991
    - Ballarra clancyi Hunt & Cokendolpher, 1991
    - Ballarra drosera Hunt & Cokendolpher, 1991
    - Ballarra longipalpus Hunt & Cokendolpher, 1991
    - Ballarra molaris Hunt & Cokendolpher, 1991

- - Rodzaj: Plesioballarra Hunt & Cokendolpher, 1991
    - Plesioballarra crinis Hunt & Cokendolpher, 1991

- - Rodzaj: Vibone Kauri, 1961
    - Vibone vetusta Kauri, 1961

- Podrodzina: Enantiobuninae Mello-Leitão, 1931
  - Thrasychiroides Soares & Soares, 1947
    - Thrasychiroides brasilicus Soares & Soares, 1947

- - Rodzaj: Thrasychirus Simon, 1884
    - Thrasychirus dentichelis Simon, 1884
    - Thrasychirus gulosus Simon, 1884
    - Thrasychirus modestus Simon, 1902